# Барбанија
Барбанија (итал. Barbania) је насеље у Италији у округу Торино, региону Пијемонт.
Према процени из 2011. у насељу је живело 875 становника. Насеље се налази на надморској висини од 351 м.

## Становништво
Према резултатима пописа становништва 2011. у општини је живело 1.623 становника.
| 1931. | 1936. | 1951. | 1961. | 1971. | 1981. | 1991. | 2001. | 2011. |
| ----- | ----- | ----- | ----- | ----- | ----- | ----- | ----- | ----- |
| 1.590 | 1.537 | 1.301 | 1.160 | 1.181 | 1.226 | 1.391 | 1.479 | 1.623 |